# Цінобаня
Цінобаня (словац. Cinobaňa, угор. Szinóbánya) — село, громада в окрузі Полтар, Банськобистрицький край, центральна Словаччина. Кадастрова площа громади — 39,23 км². Населення — 2254 особи (за оцінкою на 31 грудня 2017 р.).
Перша згадка 1279 року.

## Географія
Протікає Банський потік.

## Населення
| Рік:            | 1994. | 2004.   | 2014.   | 2024.    |
| --------------- | ----- | ------- | ------- | -------- |
| Кількість осіб: | 2407  | 2358    | 2303    | 1964     |
| Різниця:        |       | -2,03 % | -2,33 % | -14,71 % |

| Рік:            | 2023. | 2024.   |
| --------------- | ----- | ------- |
| Кількість осіб: | 1995  | 1964    |
| Різниця:        |       | -1,55 % |